# Tim McCarthy
Ne doit pas être confondu avec Timothy McCarthy.
Timothy J. McCarthy, né le 20 juin 1949, est un agent du Secret Service américain connu pour être l'une des victimes non mortelles de la tentative d'assassinat de Ronald Reagan du 30 mars 1981. Une balle lui transperce la poitrine, touchant son poumon droit, lacérant son foie et blessant son diaphragme. Il a participé à la protection de cinq Présidents des États-Unis de Richard Nixon à Bill Clinton. En 1994, il devient chef de police d'Orland Park dans l'Illinois.